# Durabilidad
La durabilidad es la capacidad de un producto físico de permanecer funcional, sin requerir mantenimiento o reparación excesivos, cuando se enfrenta a los desafíos del funcionamiento normal durante su vida útil de diseño. Existen varias medidas de durabilidad en uso, incluidos años de vida, horas de uso y número de ciclos operativos. En economía, los bienes con una larga vida útil se denominan bienes duraderos.

## Requerimientos para la durabilidad del producto
La durabilidad del producto depende de una buena reparabilidad y regenerabilidad junto con el mantenimiento. Todo producto duradero debe ser capaz de adaptarse a los avances técnicos, tecnológicos y de diseño. Esto debe ir acompañado de la voluntad por parte de los consumidores de renunciar a tener la versión "más reciente" de un producto.
En el Reino Unido, la durabilidad como característica relacionada con la calidad de los bienes que pueden exigir los consumidores no quedó claramente establecida hasta una enmienda de la Sale of Goods Act 1979 relativa a los estándares de calidad de los bienes suministrados en 1994.

## Vida útil de los productos y consumo sostenible
La vida útil de los artículos del hogar es un factor importante en el consumo sostenible. Una vida útil más larga de los productos puede contribuir a la ecoeficiencia y la suficiencia, desacelerando así el consumo para avanzar hacia un nivel de consumo sostenible. Cooper (2005) propuso un modelo para demostrar el papel crucial de la vida útil del producto para la producción sostenible y el consumo.

## Tipos de durabilidad
La durabilidad puede abarcar varias propiedades físicas específicas de los productos diseñados, entre ellas:
- Envejecimiento (de polímeros)
- Resistencia al polvo
- Resistencia a la fatiga
- Resistente al fuego
- Resistencia a radiación
- Resistencia térmica
- Imputrescible
- Antioxidante
- Tenacidad
- Impermeabilización